# Lønborggård
Lønborggård, der ligger ved Lønborg, cirka 6 km vest for Tarm i Lønborg Sogn, Nørre Horne Herred, Ringkøbing-Skjern Kommune er en jysk herregård. Gården, der har en lang historie, er  i dag feriecenter.

## Historie
Gården kan dateres tilbage til 1200-tallet. Gården har været i kongefamiliens eje – Valdemar Sejr beskriver gården i en af sine regnskabsbøger, og Erik Klipping har boet på gården. På grund af krig blev gården pantsat til Ribebispen, men endte efter reformationen i 1536 igen i kongens eje. Under reformationen blev gården i lighed med andre herregårde brændt ned af skipper Clement og hans bondehær. Christian 3. lod Lønborggård genopbygge og gjorde den til kongsgård, der blev beboet af forskellige adelsslægter. Christian 4. gav den til sin hærfører Heinrich Müller, hvis slægt, Müller boede på gården til 1725, hvor den sidste ejer var ugift og barnløs.
Gården var derpå i forskellige slægters eje, og i 1836 besluttede den daværende ejer, Christian Frederik Otto Benzon, at rive hovedbygningen ned og opføre en ny, som som stod færdig i 1839 og er den, der står i dag.
Skov- og Naturstyrelsen overtog Lønborggård i 1994, hvorpå den i en del år var ubeboet på grund af uvished om, hvad man ville bruge gården til. Da Skjern Å-projektet var i gang, kom der forslag om at gøre den til et naturcenter. Mange gik ind i projektet: det lokale museum, Skjern-Egvad Museum, kommunen og lokale. Problemet var finansiering og underskudsgaranti. Ingen var villige, og projektet faldt til jorden.
Gården stod stadig tom, og en lokal landmand fik lov til at bruge staldene til svinehold. Men på et møde med Skov- og Naturstyrelsen blev det besluttet, at styrelsen skulle sælge næsten al jord til Skjern Å-projektet, og så skulle gården sælges som bevaringsværdig og ikke fredet. Den blev i 2009 solgt til tre investorer, der efterfølgende har lavet gården til feriecenter.

## Spøgelser
Ifølge overleveringerne har gårdentre spøgelser, måske flere ukendte skæbner der ikke har fået fred, to hvide damer og en gammel karl. Historierne om de tre spøgelser er tragiske.

### Den unge tjenestepige
En ung tjenestepige på gården forelskede sig i gårdejerens søn. De to indledte et hemmeligt forhold, som førte til, at pigen blev gravid. Da godsejeren fandt ud af dette, fik han pigen og barnet muret inde i et pumpehus ved gården.
I en anden variant af historien fødte pigen flere dødfødte børn. Der er da også fundet flere barneskeletter på gårdens grund, heriblandt under det gamle pumpehus.
Endvidere berettes det om, at flere børn forsvandt fra deres vugger i tiden efter pigens død.
Pigens genfærd optræder i hovedgårdens park samt i gårdens stuer efter mørkets frembrud bærende på en barnekiste. Hun skulle også være set på præstegården, nøgen og med et barn i armene.

### Den tyske pige
I 1902 havde gårdens ejer, Hans Tranberg, en søn ved navn Jørgen. Jørgen læste i Tyskland, hvor han mødte en tandlægedatter, som serverede på hans foretrukne spisested. De to forelskede sig, og Jørgen tog pigen med hjem til Danmark og præsenterede hende for sine forældre. Faderen mente dog, at pigen var under deres stand, hvorfor Jørgen ikke skulle tage hende med sig til Danmark igen.
Da Jørgen afsluttede sine studier, tog han hjem til Danmark uden pigen, som han ville hente hjem på et senere tidspunkt. Omkring september 1902 tog pigen toget til Skjern, cirka fem kilometer fra gården. Herfra tog hun ud til gården. Hun blev afvist ved døren, hvorefter hun gik ud i parken og skød sig. Næste dag fandt kæresten hende, mens han var ude at jage.
Pigen er begravet på Lønborg Kirkegaard.

### Den gamle karl
Da en karl på gården kunne fejre 50-års jubilæum i erhvervet, forærede godsejeren ham en stok bærende familiens våbenskjold i sølv. Da manden nåede den alder at han skulle på plejehjem, gik han ud og hængte sig, da han vidste, at han ikke ville leve meget længere.
Karlens genfærd færdes i staldene.

## Feriecenteret
I sin nuværende udgave er Lønborggaard gennemgribende renoveret og lavet til feriecenter med restaurant, festsal, konferencerum, kunstudstilling foruden swimmingpool, to aktivitetshaller – en for børn og en for voksne –, fælleskøkken og en fin udsigt over og adgang til Skjern Å-dalen med masser gang- og cykelstier.